# Закон Сэя
Закон Сэя — экономический закон, по которому совокупный спрос автоматически поглощает весь объём продукции, произведенный в соответствии с существующей технологией и ресурсами в условиях экономики с гибкими ценами.
Согласно закону Сэя, спрос и предложение всегда уравновешиваются. Из закона Сэя следует невозможность кризисов перепроизводства в рыночной экономике.
Назван по имени французского экономиста Жана Батиста Сэя (1767—1832).